# Église Saint-Étienne de Pépieux
L'église Saint-Étienne est une église située à Pépieux, en France.

## Localisation
L'église est située sur la commune de Pépieux, dans le département français de l'Aude.

## Historique
On ne connaît pas grand chose sur l'église primitive.  La première mention de Pépieux remonte à 1095 dans un acte par lequel les seigneurs du lieu se démettent d'un alleu au profit de l'église de Minerve.
Frédol de Lautrec, seigneur du château de Tudelle, en Albigeois, s'est marié avec l'héritière de la seigneurie de Pépieux, fille de Pierre de Pépieux. Ce dernier avait souscrit, en 1126, un accord passé entre Bernard-Aton, vicomte de Béziers, et Guillaume de Minerve, et, en 1136, le serment fait par Alphonse Jourdain, comte de Toulouse, aux fils de Bernard-Aton de Béziers. Frédol de Lautrec a pris le parti du compte de Toulouse en 1209, 1211 et 1212. En 1212, il est fait prisonnier dans son château de Tudelle par Simon de Montfort et Guy de Montfort qui ont passé par le fil de l'épée toute la garnison, et Frédol de Lautrec n'a été sauvé que par un échange contre Drogon de Compans. Il vivait encore en 1222.
Géraud Ier de Pépieux, fils de Frédol de Lautrec, a signé avec lui et sa sœur, Bixendis, une donation à l'abbaye de Fontfroide. Il a participé à la croisade des Albigeois en montrant des qualités guerrières, d'abord du côté de Simon de Montfort, puis, après le meurtre d'un de ses oncles par un chevalier français, contre les croisés. Il s'est emparé du château de Puyserguier que Simon de Montfort reprend. Géraud de Pépieux ayant abandonné le château, il s'était retiré à Minerve où il a fait preuve de cruauté envers des chevaliers amis de Simon de Montfort et de Pierre des Vaux de Cernay qu'il avait fait prisonniers à Puyserguier. Il est excommunié. Géraud Ier vivait en 1222. La seigneurie de Pépieux est confisquée et attribuée par Amaury de Montfort au sénéchal de Carcassonne en 1219. En 1226, Louis VIII a attribué une rente de 400 livres sur le château de Pépieux et de Pieusse à l'archevêque de Narbonne. En 1274, l'église de Pépieux est unie à la mense du chapitre de la cathédrale de Narbonne. L'église a dû être reconstruite après cette donation. Le chœur de l'église était probablement terminée en 1300 car la clé de voûte présente des similitudes avec celle de la chapelle Notre-Dame de la cathédrale de Carcassonne
Le 13 novembre 1355, une troupe anglaise qui accompagne la chevauchée du Prince Noir incendie l'église et le village. La charpente de l'église est refaite en 1356 avec l'aide de l'archevêque de Narbonne qui permet de prendre du bois dans la forêt de Quillan. La communauté de Pépieux est exemptée d'imposition en 1361. Des passages de routiers, les épidémies et les famines vont frapper tout le Bas-Languedoc aux XIVe et XVe siècles. Le début du XVIe siècle est une période de prospérité. 
L'église n'a été consacrée qu'en 1546. Des travaux sont faits en 1565 sur le toit et la flèche du clocher. Les guerres de religion vont arrêter la prospérité de la région. En 1570, des troupes protestantes ne pouvant prendre le château de Pépieux massacrent les habitants réfugiés dans l'église et la profanent. Des tableaux et un retable sont commandés en 1644-1645. Ils sont remplacés par le tableau représentant la Lapidation de saint Étienne commandée Jacques Gamelin père, en 1784. Ce tableau est ôté du chœur en 1899.
Les proportions de la nef ont été changées au XIXe siècle quand de fausses voûtes ont remplacé la charpente. La hauteur des fenêtres des chapelles latérales a été doublée.
L'édifice est classé au titre des monuments historiques en 1927.

## Description
L'église est à nef unique, très large, avec des chapelles placées entre les contreforts, avec un chœur flanqué de chapelles carrées ouvrant sur la nef et une abside à cinq pans. La nef est composée de cinq travées barlongues. La dernière travée, à l'ouest, est moins large car le clocher y est implanté. Il n'y a que cinq chapelles latérales, deux côté nord, et trois côté sud.
- Longueur de l'église : 40 m
- Largeur de la nef (hors chapelles latérales) : 18,6 m
- Profondeur des chapelles latérales : 3,4 m